# موزه راه‌آهن ارمنستان
موزهٔ راه‌آهن ارمنستان یک موزهٔ راه‌آهن در شهر ایروان کشور ارمنستان است.
در ۳۱ ژوئیهٔ ۲۰۰۹، شرکت راه‌آهن قفقاز جنوبی (SCR)، اپراتور ترابری ریلی در ارمنستان که تحت مالکیت راه‌آهن روسیه قرار داشت، موزهٔ راه‌آهن را در ساختمان ایستگاه راه‌آهن ایروان افتتاح کرد. به گفتهٔ مهندس ارشد سرگئی هاروتیونیان، این افتتاحیه هم‌زمان با روز جهانی راه‌آهن که در ۲ اوت ۲۰۰۹ جشن گرفته می‌شود، برگزار شد.
تاریخچهٔ راه‌آهن ارمنستان از سال ۱۸۹۶ تا امروز در این موزه به نمایش گذاشته شده است. در این موزه ۱۰ پنل وجود دارد که هر کدام دوره‌ای خاص از تاریخ راه‌آهن را نمایش می‌دهند. نمایشگاه شامل نسخه‌هایی از اسناد تاریخی مربوط به ساخت گذرگاه‌های ریلی در ارمنستان، عکس‌های قطارهای قدیمی، مدل‌های قطارهای قدیمی و مدرن، و تجهیزات راه‌آهن است. برخی از اشیاء نمایشگاه هدایایی از راه‌آهن روسیه هستند. چندین شیء بزرگ‌تر در باغی که از موزه قابل دسترسی است قرار دارند. یک لوکوموتیو از دههٔ ۱۹۳۰ با شمارهٔ ۳ա۷۰۵–۴۶ و یک واگن (که قبلاً میزبان نمایشگاهی دربارهٔ ساخت سیستم راه‌آهن قفقاز بود) در ایستگاه مجاور قرار دارند. در دوران شوروی، موزه فعالیت نداشت و تنها یک نمایشگاه کوچک در واگنی که روی ریل قرار داشت ارائه می‌شد.
این موزه از دوشنبه تا جمعه از ساعت ۱۰:۰۰ تا ۱۷:۰۰ برای عموم باز است. برچسب‌های نمایشگاه به زبان‌های ارمنی و روسی نوشته شده‌اند.

## نگارخانه

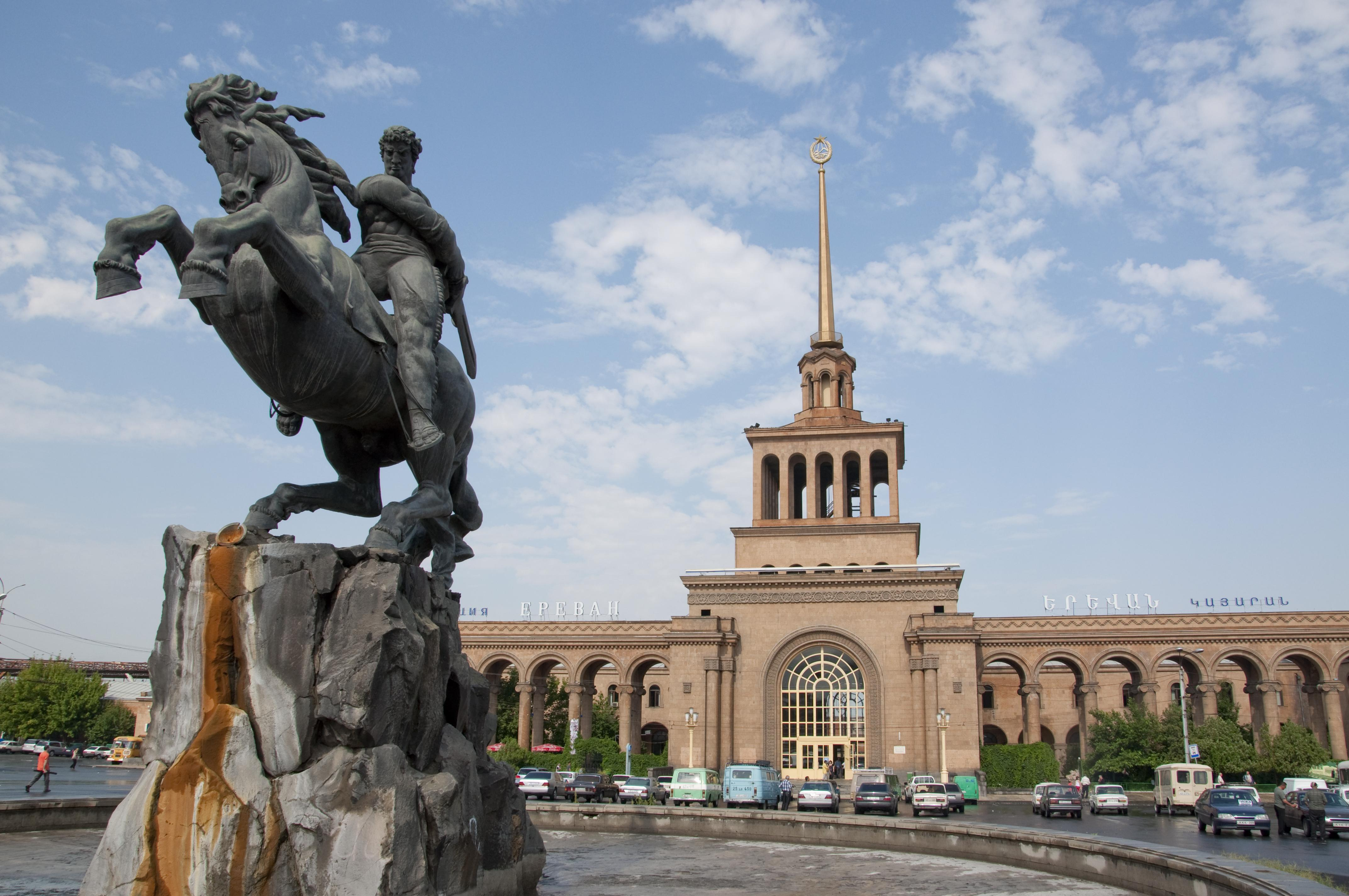
ساختمان ایستگاه راه‌آهن ایروان
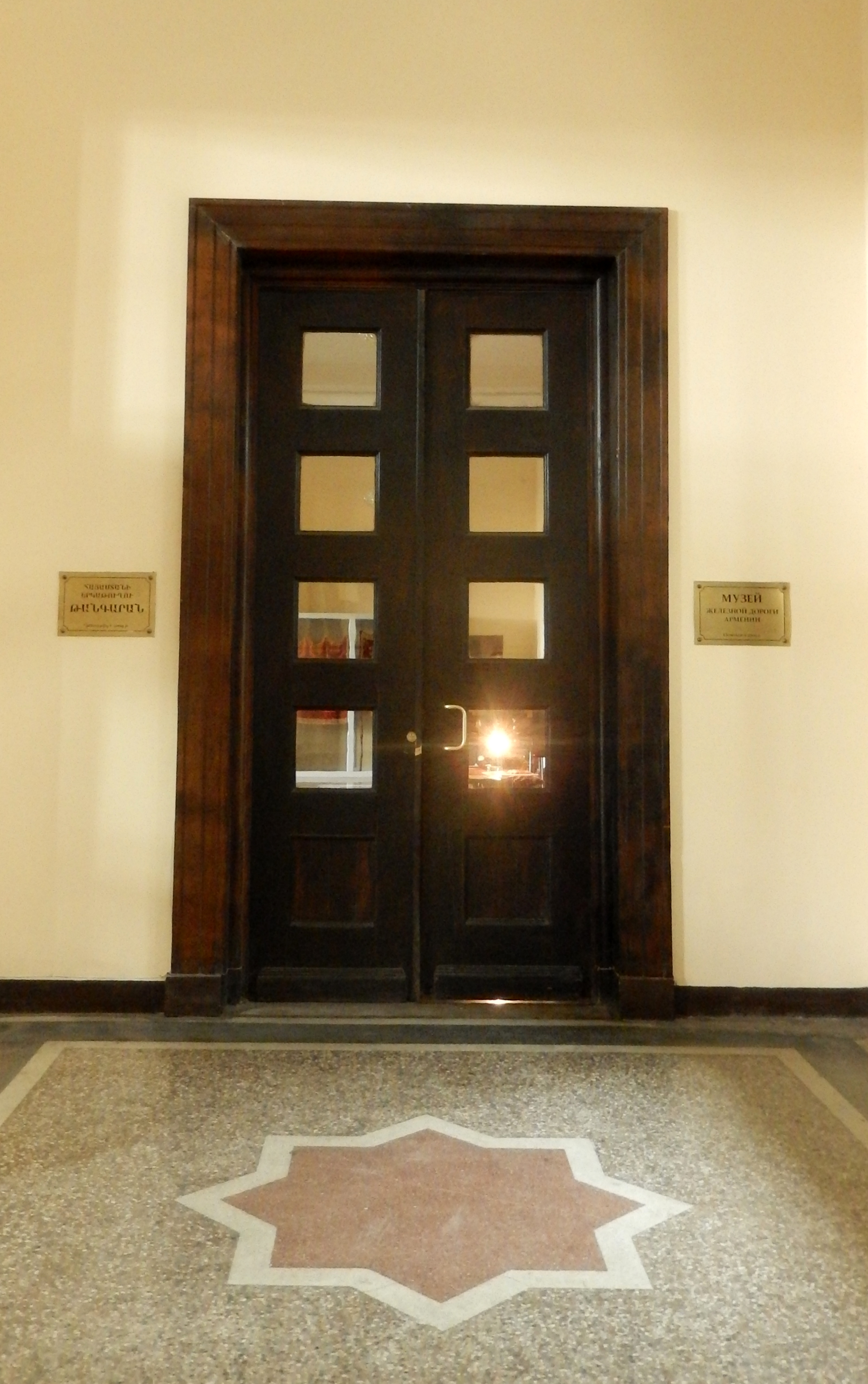
ورودی موزه
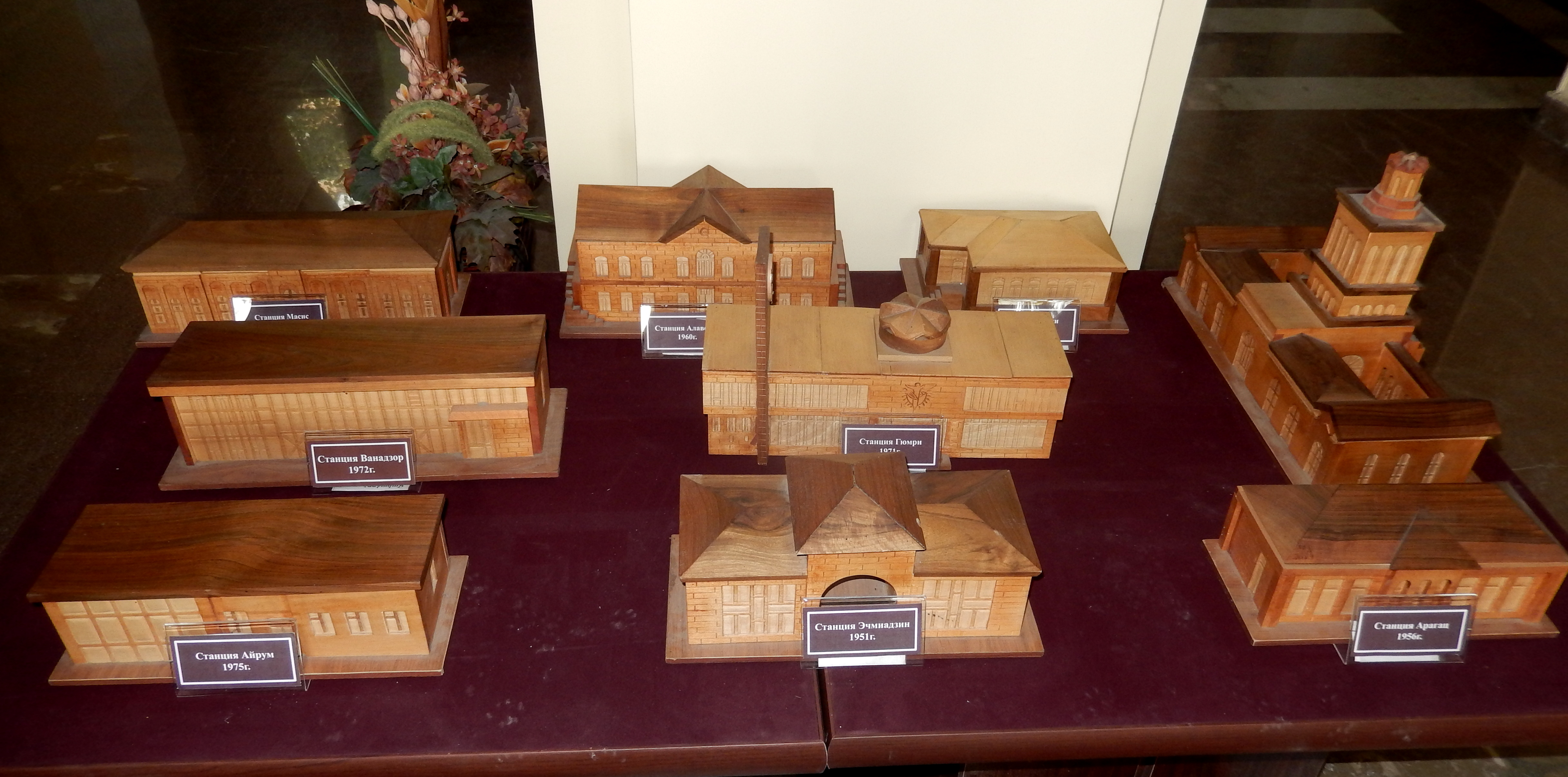
مدل‌هایی از ایستگاه‌های راه‌آهن در ارمنستان
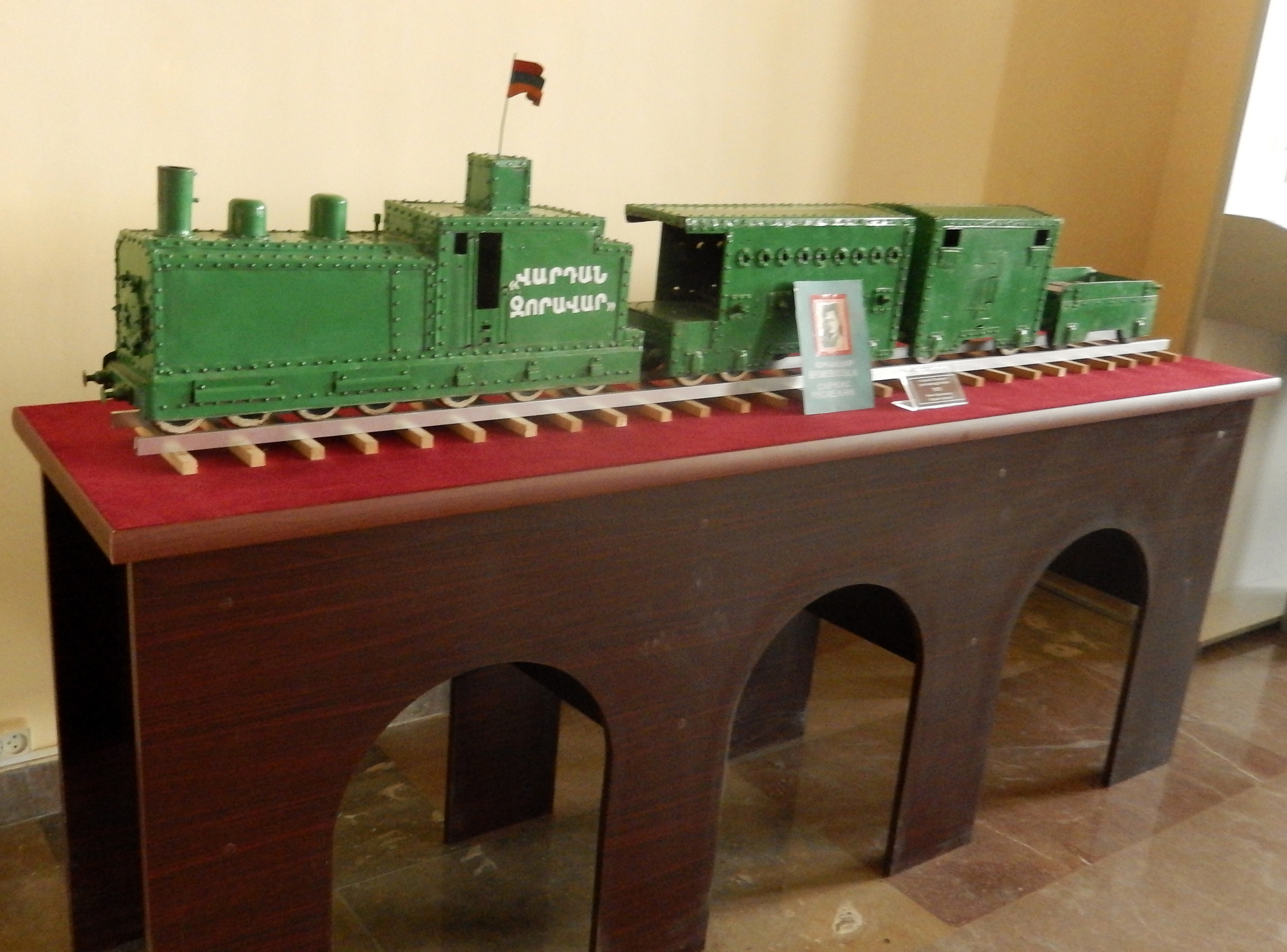
وارتان مامیکونیان کپی کوچک قطار زرهی (وردان — فرمانده نظامی)
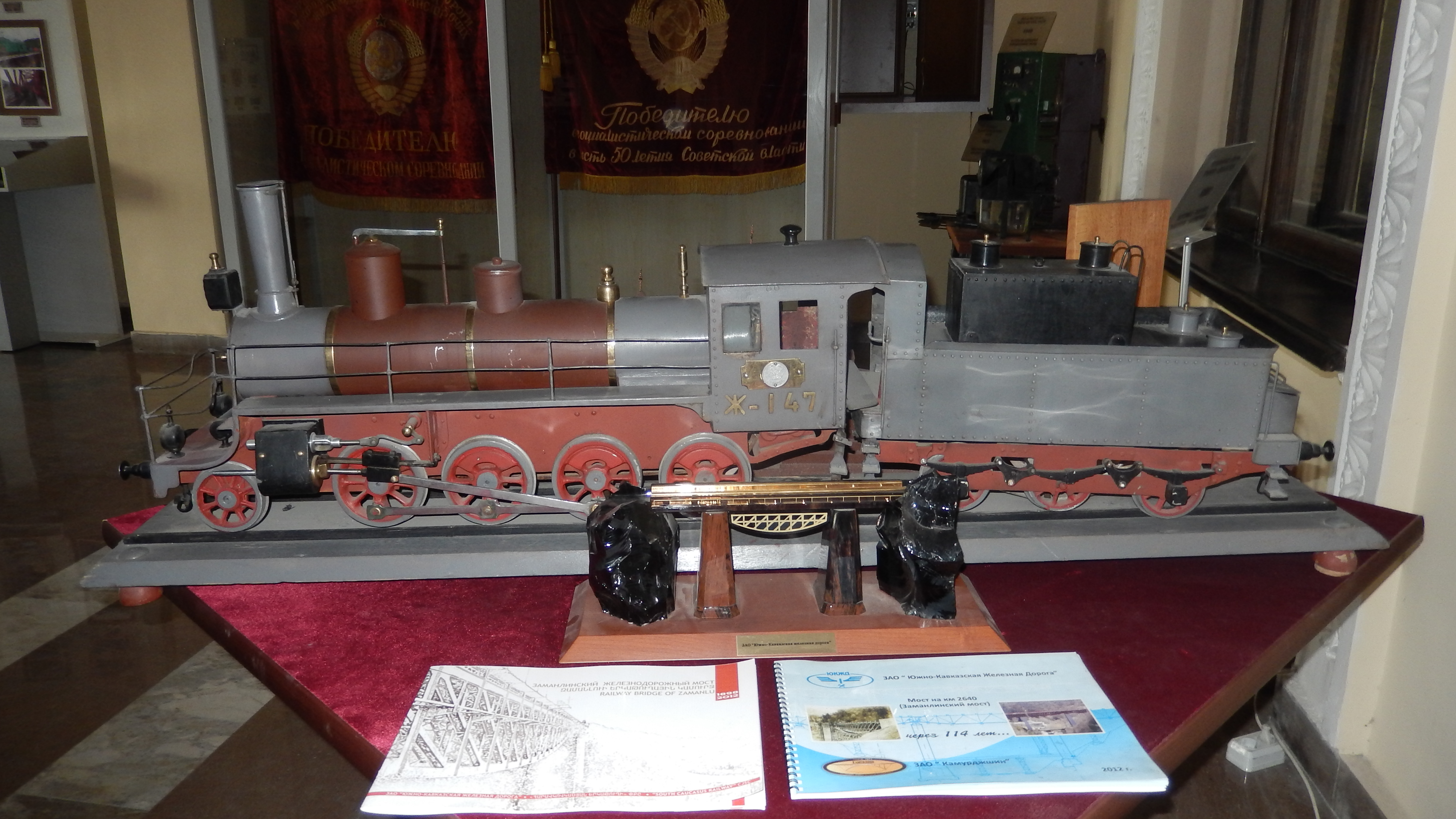
مدل لوکوموتیو
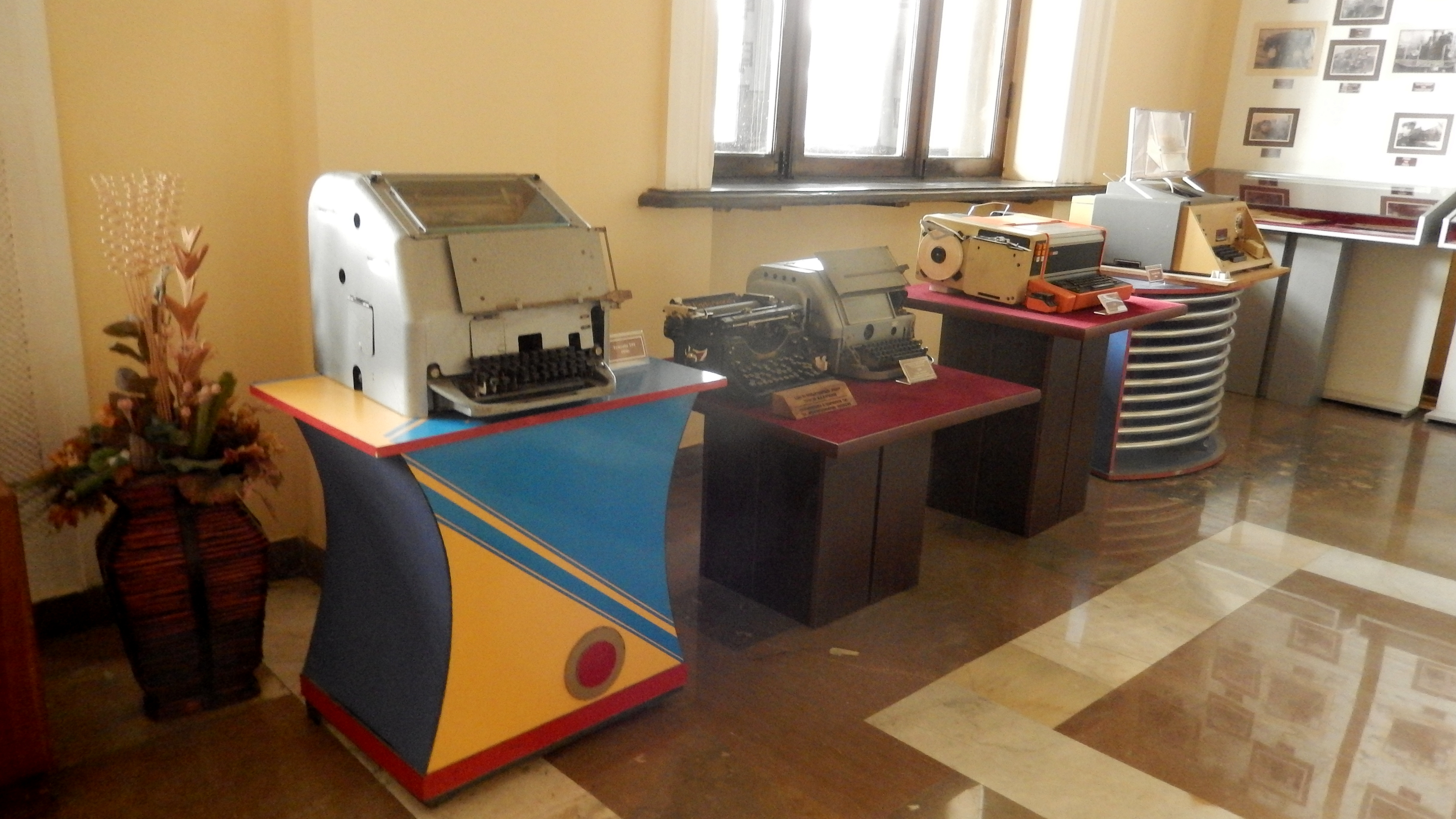
تجهیزات استفاده شده در ایستگاه
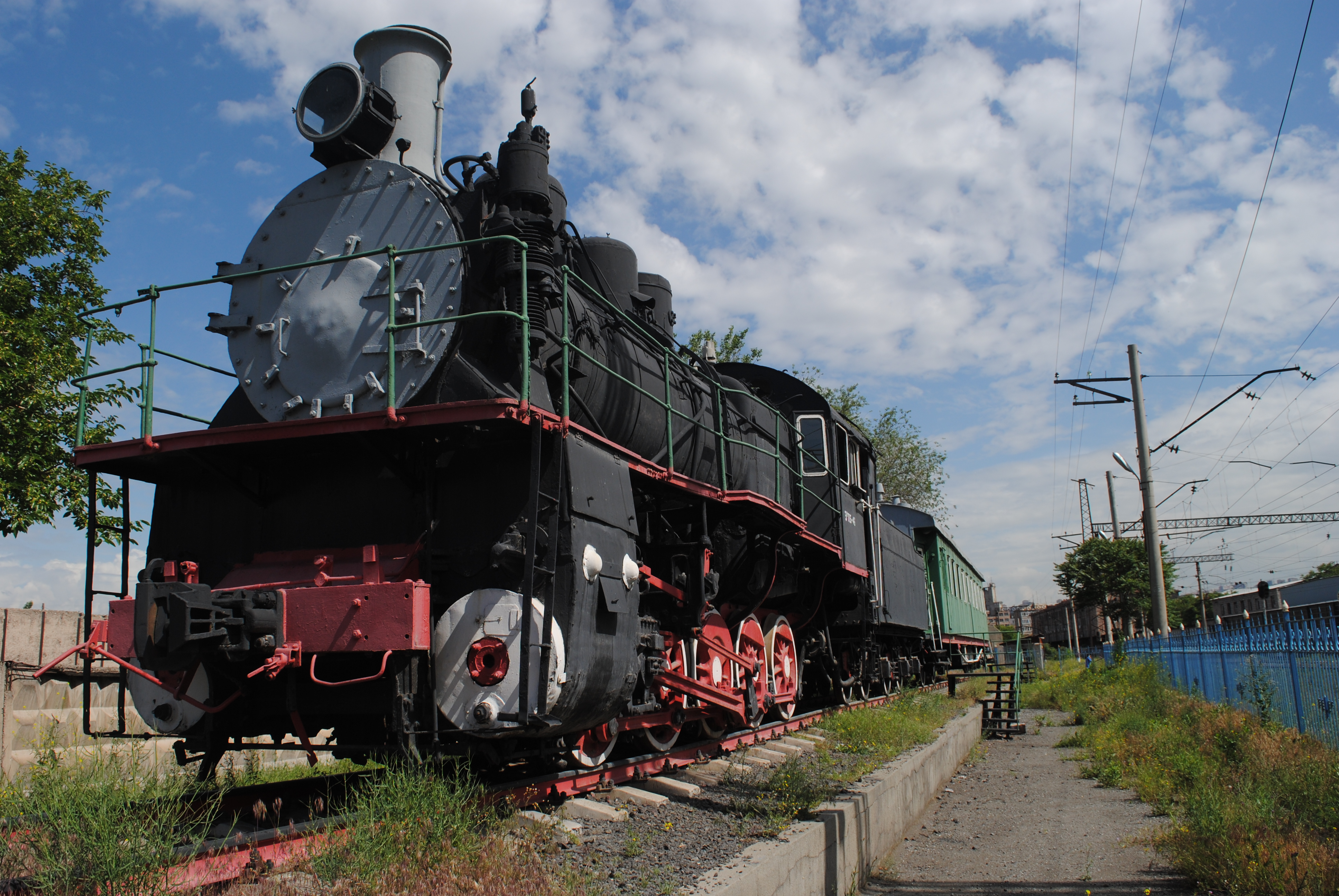
لوکوموتیو ۳ա۷۰۵-۴۶ و واگن